# ケト (小惑星)
ケト (65489 Ceto) は、太陽系外縁天体（散乱円盤天体）のひとつ。天王星付近からエッジワース・カイパーベルトのはるか外側にまで達する長楕円軌道を公転している。パロマー天文台でトルヒージョとブラウンによって発見された。
2006年4月11日にハッブル宇宙望遠鏡を用いて行われた観測によって衛星が発見された。二つの天体はほとんど同じ大きさの直径の比率0.77であるため、二重小惑星と見なすことも出来る。
2006年11月9日に主星はケト、衛星はポルキュスと命名された。それぞれギリシア神話に登場するガイアの娘で海の怪物ケートーと、その夫ポルキュースに由来する。